# Socjalistyczna Republika Czarnogóry
Socjalistyczna Republika Czarnogóry (serb.-chorw. Социјалистичка Република Црна Гора / Socijalistička Republika Crna Gora) – jedna z sześciu republik wchodzących w skład Socjalistycznej Federalnej Republiki Jugosławii; stolica mieściła się w Titogradzie (obecnej Podgoricy); graniczyła z SR Bośni i Hercegowiny, SR Serbii oraz Albanią.

## Historia
Utworzona na początku listopada 1943 roku. 31 stycznia 1946 weszła w skład Socjalistycznej Federalnej Republiki Jugosławii. Do 1963 roku jej oficjalna nazwa brzmiała Ludowa Republika Czarnogóry. Po tym roku znana była jako Socjalistyczna Republika Czarnogóry. 27 kwietnia 1992 wraz z SR Serbii utworzyła Federalną Republikę Jugosławii. 